# Bombe à fragmentation CBU-100
[source insuffisante]
 (juillet 2025).

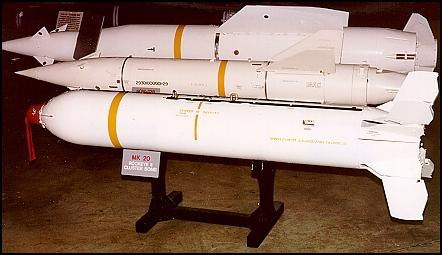
Une CBU-99, au premier plan, accompagnée d'un AGM-12B et d'un AGM-12C. Les CBU-99 et CBU-100 sont presque identiques.

Les Mk 20 Rockeye II, CBU-99 Rockeye II et CBU-100 Rockeye II constituent une famille de bombes à sous-munitions américaines qui sont principalement utilisées contre des cibles blindées.
Il s'agit d'une bombe à sous-munitions conventionnelle lisse, larguée depuis un vecteur aérien, à ouverture explosive et dispersant des sous-munitions. Elle déploie 247 sous-munitions Mk 118 Rockeye, des bombelettes HEAT et pèsent 222 kg (489 livres) en configuration complète.

## Conception

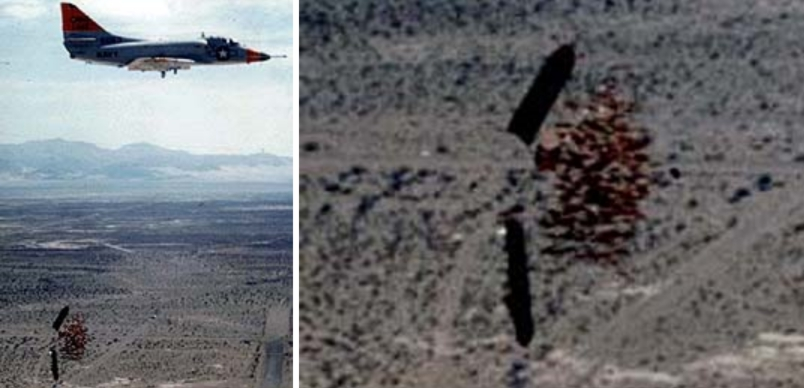
Une CBU-100 Rockeye déployée par un A-4 Skyhawk qui s'ouvre immédiatement après le déploiement largue 247 bombes.

Les CBU sont livrées aux unités aériennes sous forme de munitions entièrement assemblées. La section de chargement du distributeur de bombes Mk 7 (utilisée par le Rockeye) constitue la structure principale de l’arme et contient les sous-munitions. Un carénage de nez est fixé à l’extrémité avant pour améliorer l’aérodynamisme et permettre l’installation des fusées. Il comprend une fenêtre d’observation permettant de vérifier l’indicateur de sécurité d’armement du fusible installé.
Le distributeur intègre deux charges de découpe linéaire, montées longitudinalement à l’intérieur de la paroi. Lorsqu’elles sont déclenchées, ces charges creuses ouvrent le distributeur de l’avant vers l’arrière, libérant les sous-munitions qui sont ensuite dispersées selon des trajectoires de chute libre.
Lors du largage du groupe de bombes Mk 20 depuis l’avion, les câbles d’armement (principal et/ou optionnel) sont suffisamment tirés pour armer la fusée Mk 339 — ou plus récemment la fusée FMU-140 — et libérer les ailerons stabilisateurs. Le câble dédié à la libération des ailerons entraîne le déploiement de la bande de retenue, permettant aux ailerons mobiles de s’ouvrir sous l’effet de ressorts.
L’activation de la fusée déclenche ensuite les charges de découpe linéaire situées dans le corps du distributeur, qui scindent l’enveloppe du container en deux, libérant les sous-munitions. Celles-ci sont alors dispersées en trajectoire balistique sur la zone visée.
Lorsque le câble d’armement du fusible principal Mk 339 Mod 1 est tiré, celui-ci s’active 1,2 seconde après l’extraction du câble. Si le pilote sélectionne l'option temps (4,0 secondes), les deux câbles d’armement, principal et optionnel, doivent impérativement être tirés.
Si l'option temps est sélectionné mais que seul le câble principal est activé (ou si un des deux câbles n’est pas arraché correctement), le fusible ne s’activera pas, ce qui entraînera un échec d’amorçage.
Pour stabiliser la bombe après son largage, un cône de queue est fixé à l’extrémité arrière de la section de chargement. Celui-ci contient quatre ailerons repliables maintenus fermés au sol par un système de bandes de retenue. Une fois en vol, ces ailerons sont déployés par des ressorts.
Les bandes de retenue sont elles-mêmes fixées par une goupille de sécurité et un câble de déverrouillage des ailerons.
Une bande jaune apposée autour de l’extrémité avant de la section de chargement signale la présence de charge explosive.
Les distributeurs de bombes Mk 7 Mods 3, 4 et 6 sont équipés du détonateur Mk 339 Mod 1, qui permet au pilote de sélectionner en vol la durée de fonctionnement du détonateur. Le distributeur Mk 7 Mod 4 diffère du Mod 3 par des modifications internes et une compatibilité élargie avec une gamme plus vaste d’avions militaires.
Le Mod 6 est similaire au Mod 3, à l’exception de l’extérieur de la section de chargement, qui est recouvert d’un revêtement thermique protecteur, et porte une bande jaune supplémentaire autour de son extrémité avant. Ce revêtement augmente la masse totale du Mod 6 à 505 livres (229 kg).
Chaque sous-munition pèse environ 1,32 livres (600g) et a une ogive à charge creuse de 0,4 livre (180 g) d'explosif puissant, qui produit jusqu'à 250,000 psi (0,00172369 GPa) au point d'impact, permettant une pénétration d'environ 7,5 pouces (190 mm) de blindage. Le Rockeye est particulièrement efficace contre les cibles de zone nécessitant une pénétration pour être neutralisées.
La bombelette Mk 118 Mod 0 et la Mk 118 Mod 1 diffèrent principalement par le fait que cette dernière s'arme plus rapidement après sa séparation du distributeur.

## Historique opérationnel

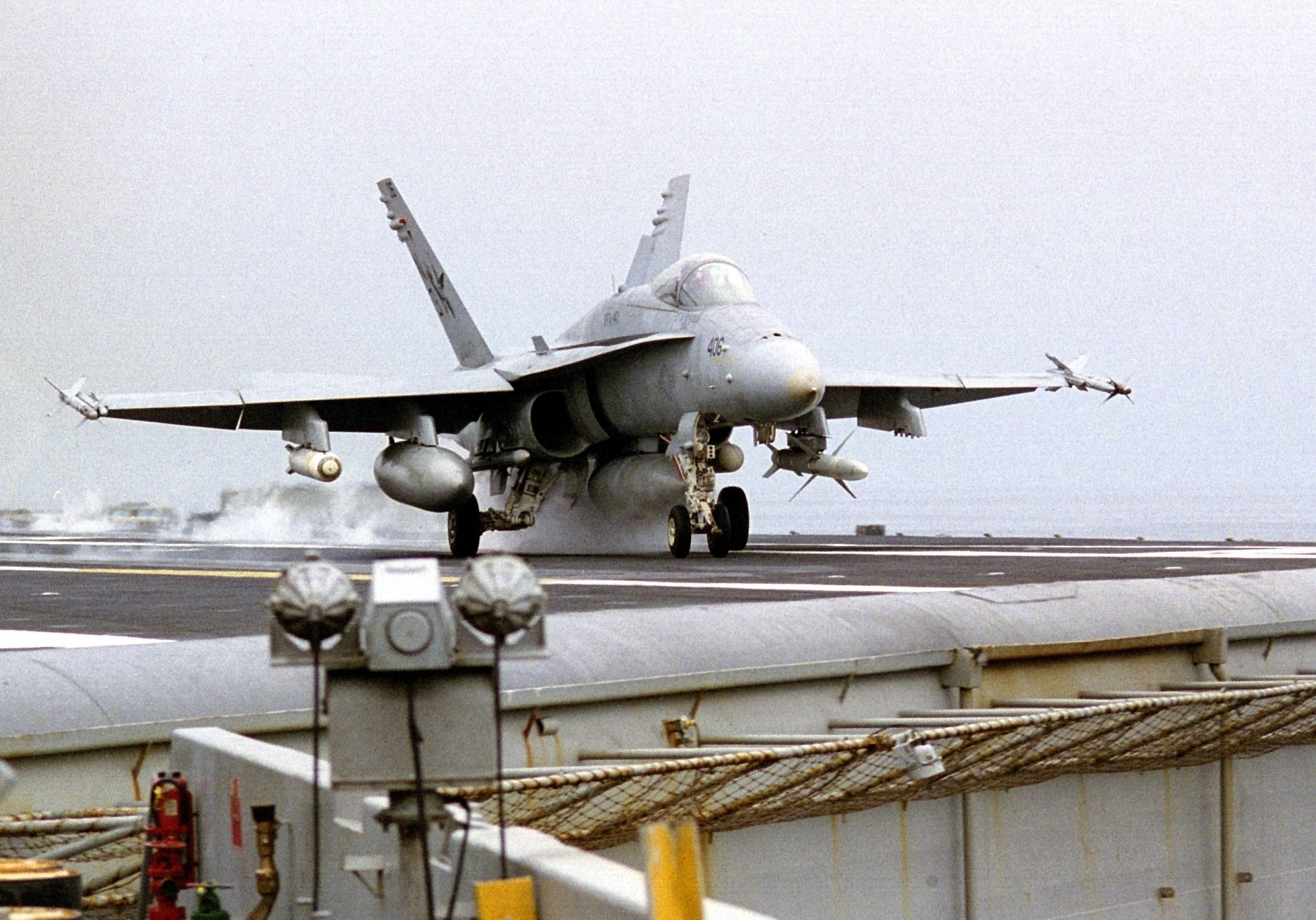
Un F/A-18C Hornet de la marine américaine décollant de l' pour une mission dans le sud de l'Irak. L'avion transporte, entre autres armes, des bombes à fragmentation CBU-100 Rockeye.

Mis en service en 1968, le distributeur Rockeye est également utilisé dans le système de mine à air comprimé Gator.
Au cours de l'Opération Tempête du désert, le Corps des Marines américains ont largement utilisé cette arme, larguant 15 828 des 27 987 Rockeyes au total contre des cibles blindées, d'artillerie et de personnel. Le reste a été largué par des avions de l'US Air Force (5 346) et de l'US Navy (6 813).
Selon un rapport de test réalisé par le Conseil d'examen de la sécurité des explosifs des systèmes d'armes de la marine américaine, créé à la suite de l'incendie de l'USS Forrestal en 1967, le temps de cuisson d'un CBU Rockeye est d'environ 1 minute et 13 secondes.

## Variantes
- La Mk 20 Rockeye II se compose de 247 bombes antichars Mk 118 Mod 1 ou Mod 2 dans un distributeur Mk 7[3], avec le distributeur allant du Mk 7 Mod 2 au Mod 12 [1]

- La CBU-99 Rockeye II est composée de 247 bombes antichars Mk 118 Mod 1 ou Mod 2 dans un distributeur SUU-75 [4]

- La CBU-100 Rockeye II est composée de 247 bombes antichars Mk 118 Mod 1 ou Mod 2 dans un distributeur SUU-76 [4]

- Distributeur Mk 7 comme version d'entraînement du Mk 20, indiquée par une seule bande bleue [1]

## Futurs utilisateurs potentiels
En mars 2023, l'Ukraine a demandé aux États-Unis des bombes à fragmentation Rockeye II Mk 20 pour utiliser les bombes Rockeye Mk 118 comme munitions larguées depuis des drones.